# Bruno Julie
Louis Richard Bruno Julie (11 de julio de 1978) es un deportista mauriciano que compitió en boxeo. Participó en los Juegos Olímpicos de Pekín 2008, obteniendo una medalla de bronce en el peso gallo.

## Palmarés internacional
| Juegos Olímpicos | Juegos Olímpicos | Juegos Olímpicos  | Juegos Olímpicos |
| Año              | Lugar            | Medalla           | Categoría        |
| ---------------- | ---------------- | ----------------- | ---------------- |
| 2008             | Pekín (China)    | Medalla de bronce | 54 kg            |